# Győrújbarát
Győrújbarát là một thị trấn thuộc hạt Győr-Moson-Sopron, Hungary. Thị trấn này có diện tích 33,61 km², dân số năm 2010 là 6101 người, mật độ 182 người/km².